# Municipio de Koknese
El municipio de Kokneses (en Letón: Kokneses novads; en alemán: Kokenhausen; en polaco: Kokenhuza) es uno de los ciento diez municipios de Letonia, se encuentra localizado en el suroeste de dicho país báltico. Fue creado durante el año 2009 después de una reorganización territorial. La capital es la villa de Koknese.

## Ciudades y zonas rurales
- Bebru pagasts (zona rural)
- Iršu (zona rural)
- Kokneses (zona rural)

## Población y territorio
Su población se encuentra compuesta por un total de 6.091 personas (2009). La superficie de este municipio abarca una extensión de territorio de unos 360,8 kilómetros cuadrados. La densidad poblacional es de 16,88 habitantes por cada kilómetro cuadrado.